# Красний Камешок
Красний Камешок (рос. Красный Камешок) — селище у Сузунському районі Новосибірської області Російської Федерації.
Входить до складу муніципального утворення Бобровська сільрада. Населення становить 195 осіб (2010).

## Історія
Згідно із законом від 2 червня 2004 року органом місцевого самоврядування є Бобровська сільрада.

## Населення
| 2002 | 2007 | 2010 |
| ---- | ---- | ---- |
| 232  | ↘192 | ↗195 |